# 稻川會
| 이나가와 회의 |                                                         |
| 日文漢字      | 稲川会                                                  |
| 平假名        | いながわかい                                            |
| 組織介紹      |                                                         |
| 設立年        | 1939年                                                  |
| 設立地        | 日本熱海市                                              |
| 創設人        | 稻川聖城（稻川角二）                                    |
| 活動期間      | 1939年～現在                                            |
| 活動範圍      | 日本東半部、關東為主                                    |
| 組織成員      |                                                         |
| 成員數        | 共計：2,900(2023年底)                                   |
| 成員數        | 構成員：1,700 (2023年底)                                |
| 成員數        | 準成員：1,200 (2023年底)                                |
| 構成民族      | 日本人為主                                              |
| 社會活動      |                                                         |
| 主要活動      | 賭博、販賣禁藥、賣春、走私 高利貸、總會屋、其他合法事業 |
| 友好組織      | 關東二十日會等親睦團體、六代目山口組                    |
| 敵對組織      | 神戶山口組                                              |

稻川會（日语：稲川会），是日本的一個博徒系廣域性指定暴力團（犯罪組織），總本部設在東京都港區六本木7-8-4。正式成員約1,700人（含非正式成員在內約2,900人，佔全日本暴力團員的14.2﹪；2023年底）。主要活動區域在關東、北海道；勢力範圍遍佈1都1道16縣。原「稻川組」（1949年），歷經「鶴政會」（1959年）、「錦政會」（1963年）、「稻川一家」的改名，最後改稱「稻川會」（1972年）。

## 略史

### 初代目
稻川會創立者稻川角二（後改名聖城）原為堀井一家三代目成員。二次大戰後，1949年在賭徒「鶴岡政次郎」（綱島一家五代目、又稱鶴岡一家）的主持下，繼承山崎屋一家的基業，在靜岡縣熱海市創立「稻川組」。
1949年，稻川組被日本警方發動的首波掃黑所解散。1959年稻川聖城將總部移至東京都港區現址、成立「鶴政會」。1963年10月又改稱「錦政會」。1964年被警察廳指定為「廣域指定暴力團」；隔年再被解散。此後稻川聖城一直暗中重建「稻川一家」。1972年11月改稱「稻川會」。1972年稻川會與關東的另外7個暴力團體共組「關東二十日會」的親睦組織。

### 二代目
1985年10月「石井隆匡」繼承二代目會長。稻川聖城則就任最高地位的總裁，遙控整個組織。

### 三代目
1990年10月，稻川聖城的親子稻川裕紘繼承三代目會長，並開始施行直參制度。1996年9月26日，稻川裕紘與五代目山口組組長的五分交杯，結為義兄弟。2005年5月29日，稻川裕紘在東京的病逝。

### 四代目
2006年，稻川會在直系組長定期會議中討論繼承人選問題，稻川會內部意見分歧而出現分裂的態勢。一派支持角田吉男（原特別顧問），另一派支持前會長的長子稻川英希（原本部長）。兩派於2006年7月19日，分別在橫濱市及熱海市兩地同時舉行四代目會長的習繼承儀式。最後在前會長父親也是稻川英希祖父－初代會長稻川聖城總裁的強勢運作下，由「角田吉男」正式出任四代目會長。2007年5月，位於橫濱市的稻川會館落成，同年12月底，稻川聖城病逝。
2009年，稻川會計畫在春季將本部事務所由原東京都港區六本木遷移至同區赤坂的大樓內，日本警方亦有情資顯示稻川會在橫濱市購入價值3億2千萬日圓的不動產。2010年2月23日午後，四代目會長角田吉男於東京都的醫院內病逝，四代目體制僅3年5個月即結束。

### 五代目
2010年3月，稻川會執行部承認清田次郎理事長繼承五代目會長；同年4月6日，在稻川會館內由六代目山口組若頭高山清司主持清田次郎五代目的繼承儀式，並在儀式中決定五代目體制的理事長為三代目山川一家總長内堀和也。同年，稻川會計畫將本家兼會長寓所由東京都港區六本木轉移至神奈川縣橫濱市都筑區，但在一連串住民反對暴力團事務所設置的活動下，終止了此項計畫。2011年5月28日，位於山梨縣甲府市的縣內最大暴力團，三代目「山梨一家」宣布退出稻川會，同時成立新組織「山梨俠友會」；此後，各地有關組織相次與稻川會爆發多起嚴重衝突。
2015年8月，稻川會為了維持與六代目山口組的關係，拒絕承認從六代目山口組脫離的神戶山口組。

### 六代目
2019年3月10日，原五代目理事長·内堀和也繼承稻川會六代目會長 。

## 作為
2009年，成員田島常行與川口雅史，夥同中國籍導遊臧天寶在台灣價購安非他命。包裝成鳳梨酥、茶葉等禮盒後，準備運回日本販售圖利。離台前夕被檢警單位逮捕，板橋地檢署2009年12月將3人依毒品危害防制條例起訴、求刑15年。

## 政界關係
小泉純一郎前首相的選舉對策本部長為竹內清（前神奈川縣議會議長），竹內清另一身份是이나가와 회의二代目會長石井隆匡（原橫須賀一家五代目總長）之前所屬的部下。

## 歷代會長
- 初代（1972年11月～1985年10月）：稻川聖城（本名：稻川角二）
- 二代目（1985年10月～1990年10月）：石井隆匡（石井唯博、本名：石井 進；五代目横须贺一家总长）
- 三代目（1990年10月～2005年5月29日）：稻川裕紘（本名：稻川土肥。聖城的親子。二代目稻川一家总长。）
- 四代目（2006年7月～2010年2月）：角田吉男（原特別顧問）。京叶七熊一家总长）殺人手段殘忍而聞名。
- 五代目（2010年2月～2019年3月）：清田次郎（本名：辛炳圭；二代目山川一家總長）
- 六代目（2019年3月～）：内堀和也（本名：内堀和雄；三代目山川一家總長）

## 最高幹部
- 總裁：清田次郎（二代目山川一家總長）
- 會長：内堀和也（三代目山川一家總長） - 川崎市
- 理事長：貞方留義（三代目埋地一家總長）
- 總本部本部長：池田龍治（十二代目小金井一家總長）
- 會長補佐：國近哲也（七代目三本杉一家總長）
- 會長補佐：坂井繁生（四代目森田一家總長）
- 組織委員長：鈴木郁夫（七代目田中一家總長）
- 渉外委員長：小林稔（四代目山川一家總長）
- 運營委員長：鈴木政行（二代目杉浦一家總長）
- 懲罰委員長：秋田昇（十四代目大草一家總長）
- 統括委員長：熊谷正敏（十一代目碑文谷一家總長）
- 最高顧問：小原忠悦（三代目三日月一家總長）
- 最高顧問：吉原勝彦（六代目七熊一家總長）
- 顧問：遠藤通夫（相模一家總長）
- 顧問：木川孝始（習志野一家總長）
- 顧問：井積宏之（四代目越路家一家總長）
- 會長室室長：井上司朗（七代目親之助一家総長）

## 下部團體
- 北海道：越路家一家、荒木組、木暮一家。
- 青森縣：裕統一家。
- 秋田縣：稻秋一家。
- 福島縣：紘龍一家。
- 櫪木縣：出川組。
- 群馬縣：上州田中一家、興和一家、江戶屋一家。
- 埼玉縣：八木田一家、高田組。
- 千葉縣：中村一家、三日月一家、箱屋一家、京葉七熊一家、大草一家、実籾一家。
- 東京都：八王子一家、碑文谷一家、千住一家、佃政一家、三本杉一家。
- 神奈川縣：林一家、山川一家、杉浦一家、大野一家、一之賴一家、橫須賀一家、堀井一家、紘城一家、京濱小金井一家。
- 靜岡縣：森田一家、大場一家、森下組。
- 山梨縣：山梨一家（退出）。
- 新潟縣：巽一家、柴田一家。
- 岐阜縣：中島一家、中島組。

| 會社名                 | 郵便番號   | 本部住所                                             |
| ---------------------- | ---------- | ---------------------------------------------------- |
| 稻川會館               | 〒224-0045 | 神奈川縣横浜市都筑區東方町113-1                      |
| 京葉七熊一家           | 〒273-0012 | 千葉縣船橋市濱町1-43-12 朝日ビル3F                   |
| 杉浦一家               | 〒231-0055 | 神奈川縣橫濱市中區末吉町1-8                          |
| 碑文谷一家             | 〒140-0014 | 東京都品川區大井1-27-4 西山ビル3F                    |
| 二代目山川一家         | 〒210-0015 | 神奈川縣川崎市川崎區南町7-5                          |
| 八代目橫須賀一家       | 〒238-0012 | 神奈川縣橫須賀市安浦町3-17                           |
| 上州田中一家           | 〒370-0718 | 群馬縣邑樂郡明和村大輪1958-4                         |
| 京濱小金井一家         | 〒212-0024 | 神奈川縣川崎市幸區塚越4丁目333                       |
| 親ノ助一家"大月"       | 〒402-0001 | 山梨縣都留市田野倉506-1フラワーハウスＡ101号         |
| 六代目一ノ瀨一家       | 〒220-0072 | 神奈川縣橫濱市西區浅間町2-105-3                      |
| 三日月一家三代目       | 〒292-0067 | 千葉縣木更津市中央1-4-15 中央ビル                    |
| 三代目山梨一家（退出） | 〒106-0032 | 山梨縣甲府市貢川本町16-19                            |
| 大野一家               | 〒230-0051 | 神奈川縣橫濱市鶴見區鶴見中央4-25-10 豊ビル3F         |
| 紘龍一家               | 〒963-8004 | 福島縣郡山市中町17-4                                 |
| 八木田一家八代目       | 〒366-0826 | 埼玉縣深谷市田所町3-12                               |
| 中島一家               | 〒500-8828 | 岐阜縣岐阜市若宮町7-17-3中島ビル                     |
| 三代目越路家一家       | 〒062-0934 | 北海道札幌市豊平區平岸四条13丁目5-2 井積ビル2F       |
| 三代目森田一家         | 〒420-0042 | 靜岡縣靜岡市本通り5-5-4小林ビル                      |
| 木島一家               | 〒210-0001 | 神奈川縣川崎市川崎區本町1-9-13                       |
| 吉原組                 | 〒272-0012 | 千葉縣船橋市濱町1-43-12 朝日ビル302号                |
| 十三代目大草一家       | 〒260-0016 | 千葉縣千葉市中央區榮町25-6                           |
| 箱屋一家               | 〒271-0073 | 千葉縣松戶市小根本20-46 第三共栄ビル3F               |
| 七代目三本杉一家       | 〒150-0044 | 東京都澁谷區円山町7-16                               |
| 七代目大場一家         | 〒410-0807 | 静岡縣沼津市錦町687-6                                |
| 六代目佃政一家         | 〒104-0045 | 東京都中央區築地2-15-15セントラル東銀座419号         |
| 相ノ川一家             | 〒360-0037 | 埼玉縣熊谷市筑波3-57                                 |
| 原田一家               | 〒410-0048 | 靜岡縣沼津市新宿町13-7                               |
| 大山組                 | 〒144-0051 | 東京都大田區西蒲田7-50-2 西鎌田ロイヤルハイツ506号   |
| 金森組                 | 〒210-0838 | 神奈川縣川崎市川崎區境町13-8                         |
| 紘城一家               | 〒250-0012 | 神奈川縣小田原市本町2-6-13 朋友ビル3F                |
| 千住一家               | 〒120-0031 | 東京都足立區大川町46-9 Ｓ・Ｓ・Ｋグリーンパーク102号 |
| 二代目山川一家内堀組   | 〒210-0015 | 神奈川縣川崎市川崎區南町7-1                          |
| 六代目一ノ瀬一家小松組 | 〒151-0071 | 東京都澁谷區本町3-52-8 コーポラス山田202号           |
| 十代目碑文谷一家熊谷組 | 〒140-0062 | 東京都品川區小山3-24-11 グリーンハイツ6F             |
| 文屋組                 | 〒106-0032 | 宮城縣仙台市                                         |
| 真田組                 | 〒210-0007 | 神奈川縣川崎市川崎區駅前本町14-3                     |
| 三代目合道組           | 〒503-0102 | 岐阜縣安八郡墨俣町墨俣284-7                          |

## 外部連結
- 静岡県暴力追放運動推進センター「事務所撤去運動の動き」 （日語）